# Höveln (Adelsgeschlecht)

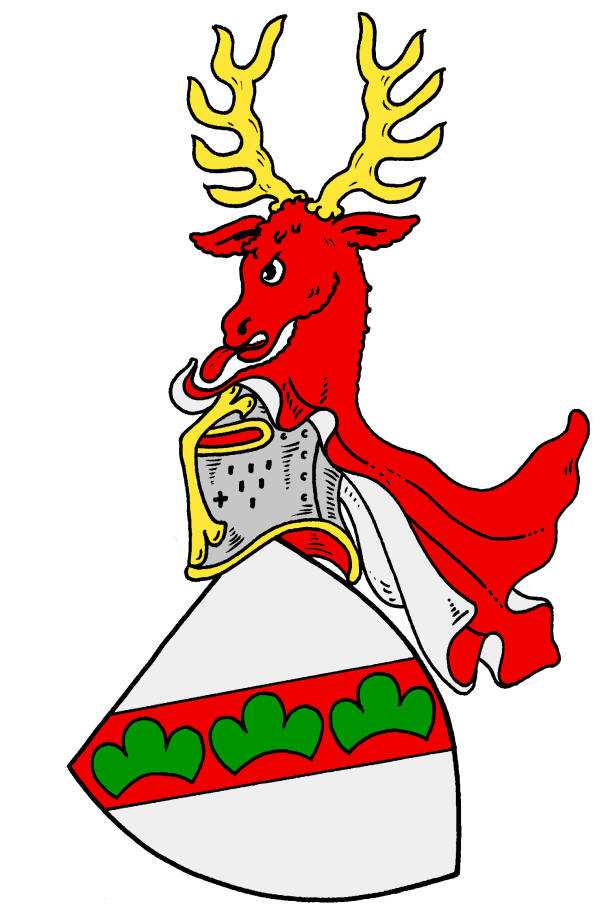
Wappen derer von Hövell

Höveln, auch Hoevelen, Hövell, ist der Name eines ursprünglich aus Westfalen stammenden Adelsgeschlechts, das im Lübecker Patriziat aufstieg und in dieser Stadt über fünf Generationen Ratsherren und Bürgermeister stellte. Heute nennt sich das Geschlecht von Hövell, ist jedoch nicht mit den ebenfalls aus Westfalen stammenden, namensähnlichen, aber nicht stammesverwandten von Hövel oder von Hövell zu verwechseln.

## Geschichte
Die Familie zählte schon in Dortmund zum Patriziat. Frühe Besitzungen sind 1400 zu Aldenhövel und 1460 zu Emschermühlen bei Dortmund bezeugt. 1509 sind sie auf Lohof und 1636 in Husten bei Arnsberg nachgewiesen. Im Herzogtum Kleve bekleidete die Familie lange Zeit das Holzrichteramt zu Söldermark; ein Lehnsbrief darüber wurde 1691 ausgestellt.
1508 kam mit Gotthard III. von Hoeveln (der Vorname Gotthard wurde in diesem Familienzweig immer weitergegeben) der erste Vertreter dieser Familie nach Lübeck. 1527 wurde er Ratsherr und 1531 Bürgermeister. Über fünf Generationen hinweg war danach ein Mitglied der Familie im Lübecker Rat vertreten. Unter Gotthard VII. von Höveln, der 1640 in den Rat und 1654 zum Bürgermeister gewählt wurde, kam es jedoch zum Verwürfnis mit der Stadt über die bürgerschaftlichen Reformen, die zum Kassarezess und zum Bürgerrezess führten. Er stellte 1667 sein Gut Moisling unter dänischen Schutz, schied aus dem Rat aus und wurde holsteinischer Vizekanzler in Glückstadt. In die exklusive Zirkelgesellschaft wurde erst Georg Anton von Höveln 1758 aufgenommen. Bald darauf starb das Geschlecht in Lübeck aus. Andere Zweige erwarben später Güter in Pommern, Brandenburg und in Ostpreußen und waren vor allem als preußische Offiziere tätig.

## Standeserhebungen
Gegen Ende des 18. Jahrhunderts Anerkennung als Freiherren.

## Wappen
Beim Lübecker Wappen in goldenem Felde stehen auf einer rothen Quer- oder schrägrechten Binde drei grüne Hügel. Der Hirschkopf auf dem Helm pflegt roth gefärbt zu sein. Nach Kneschke lautet die Blasonierung: Im silbernen Schilde ein schrägrechter, rother Balken, welcher mit drei aneinander stehenden, grünen Beigen belegt ist. Auf dem Schilde steht ein gekrönter Helm, aus welchem Kopf und Hals eines rechtssehenden, rothen Hirsches mit einem zehnendigen, goldenen Geweihe aufwachsen. Die Helmdecken sind roth und silbern.

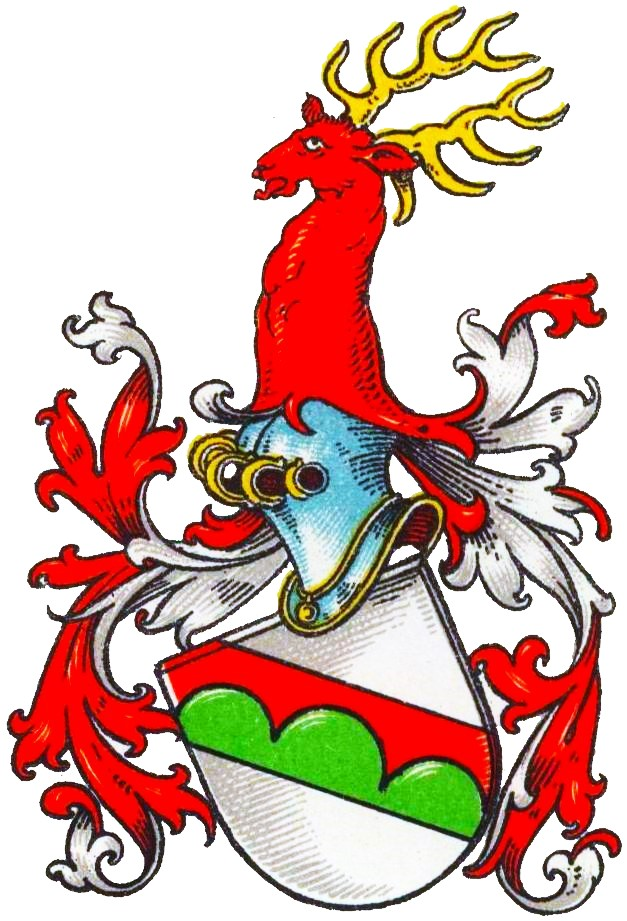
Wappen derer von Hövel (IV) im Wappenbuch des Westfälischen Adels
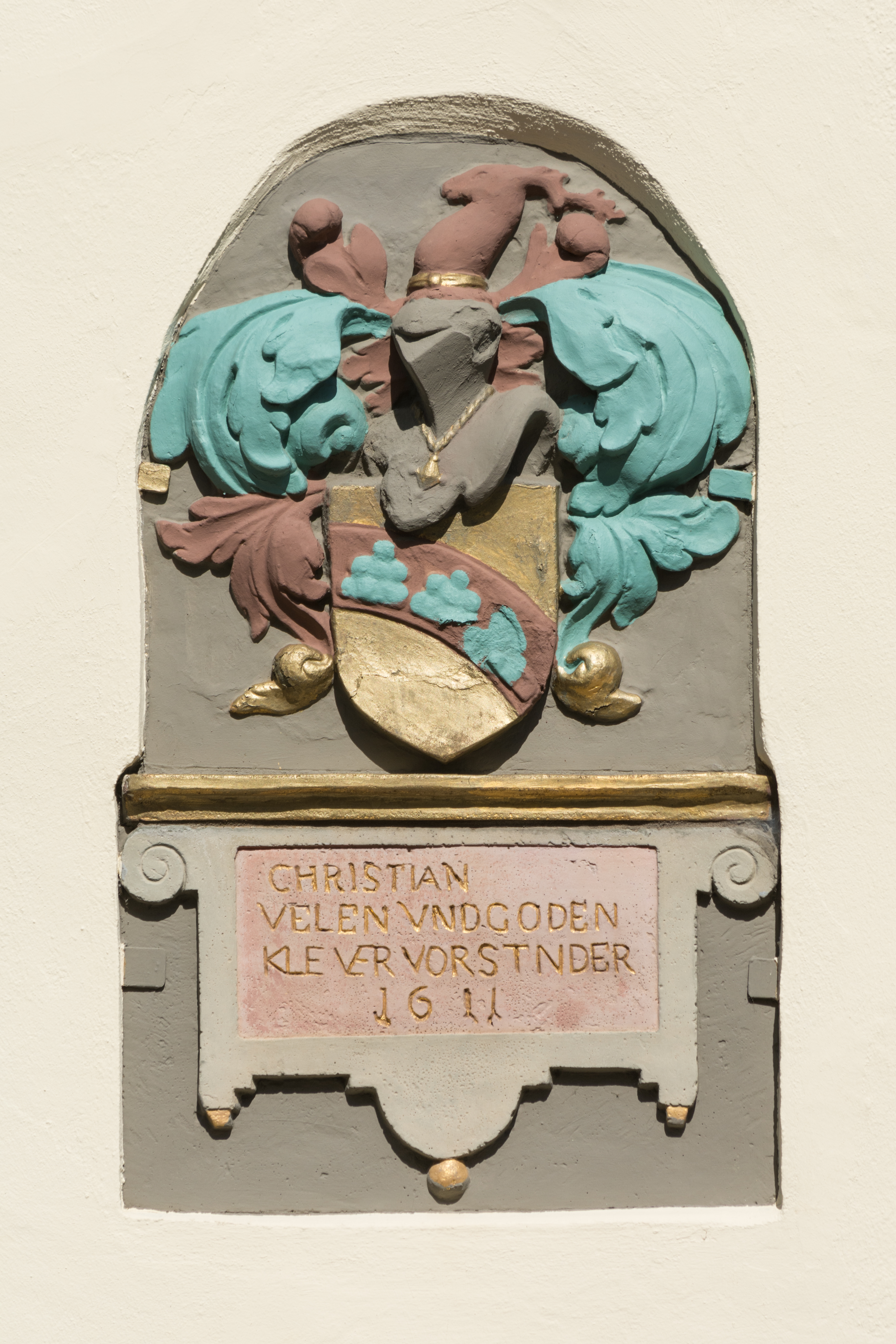
Wappen derer von Höveln an der Verbinderpforte zum Von-Höveln-Gang, Wahmstraße 73–77 in Lübeck-Altstadt

## Besitzungen
- Moisling (1646 durch Kauf von der Familie Lüneburg; 1671 an Gottschalk von Wickede vererbt)
- Stockelsdorf und Mori (1689 durch Kauf von der Witwe des Heinrich von Brömbsen, 1756 verkauft)
- Niendorf am Schaalsee mit Goldensee, beides heute Ortsteile von Kittlitz (1710 durch Erbe von der Familie Wickede (Adelsgeschlecht), 1764 verkauft)
- Alt-Stüdnitz, Denzig und Jacobsdorf im Kreis Dramburg
- Schloss Meseberg im Kreis Ruppin
- Neuendorf bei Deutsch-Eylau
- Beydritten mit Georgenthal und Wilhelminenhof in Ostpreußen

## Bedeutende Vertreter

### Lübeckische Ratslinie
- Gotthard III. von Hoeveln, Lübecker Bürgermeister († 1555)
- Gotthard IV. von Höveln († 1571), Ratsherr in Lübeck 1558
- Gotthard V. von Höveln († 1609), Ratsherr 1578, Bürgermeister 1589
- Gotthard VI. von Höveln († 1655), Ratsherr 1633
- Gotthard VII. von Höveln († 1671), Ratsherr 1644, Bürgermeister 1654 (aus dem Rat ausgeschieden 1669)

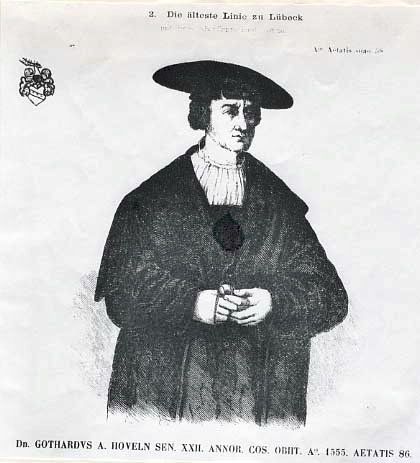
Gotthard von Hoeveln (1468–1555)
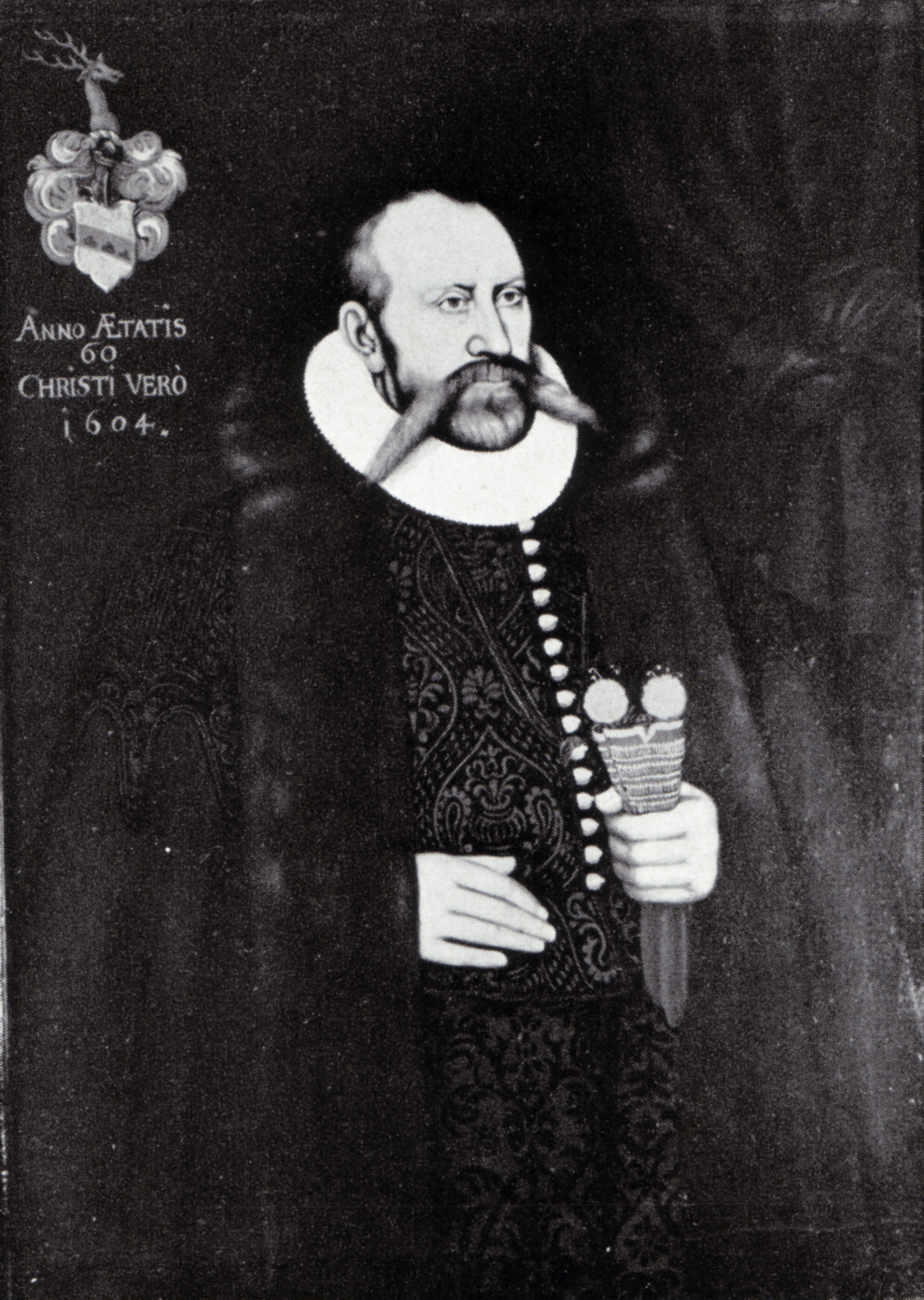
Gotthard von Hoeveln (1543–1609)
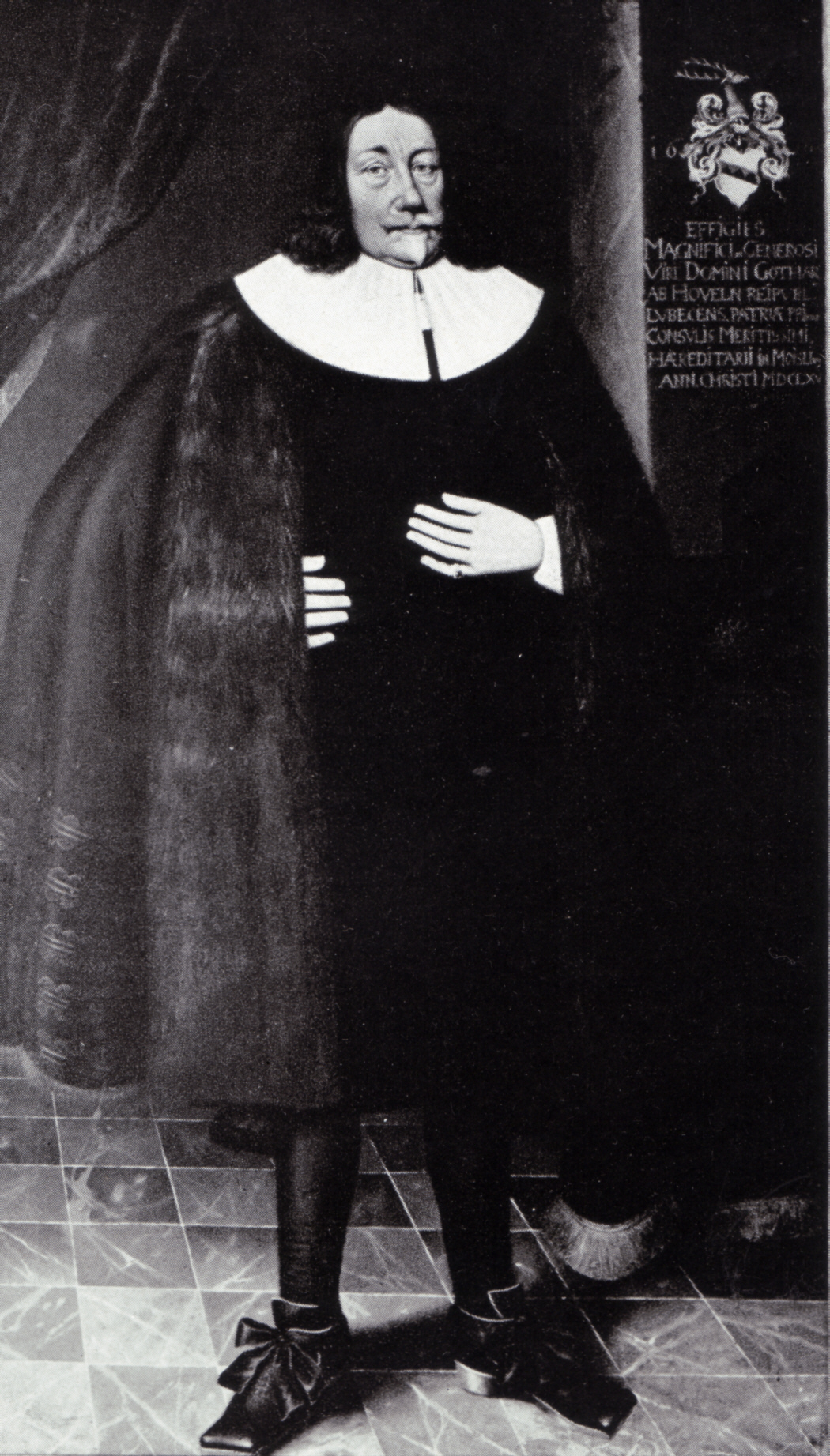
Gotthard von Hoeveln (1603–1677)

### Lübecker Domherren
- Franciscus Ludwig von Hoevell (Hoeveln), Domherr seit 1765, preußischer Kammerherr

### Dichter
- Conrad von Höveln, Höfel, Hövel (1630–1689), deutscher Barockdichter und Schriftsteller

### Physicus
- Johann von Höveln (1601–1652), Stadtphysicus in Riga, herzoglich kurländischer Leibarzt

### Offiziere und Gutsbesitzer
- Gotthard (VIII.) von Höveln († 1696), auf Stockelsdorf und Mori, dänischer Etatsrat
- Gotthard (IX.) von Höveln († 1750), auf Niendorf und Goldensee, Hauptmann
- Friedrich Gottlob Freiherr von Höveln († 1828), preußischer Oberst
- Wilhelm Freiherr von Höveln (* 1796), preußischer Hauptmann

### Weitere
siehe Liste der Mitglieder der Zirkelgesellschaft

## Stiftungen

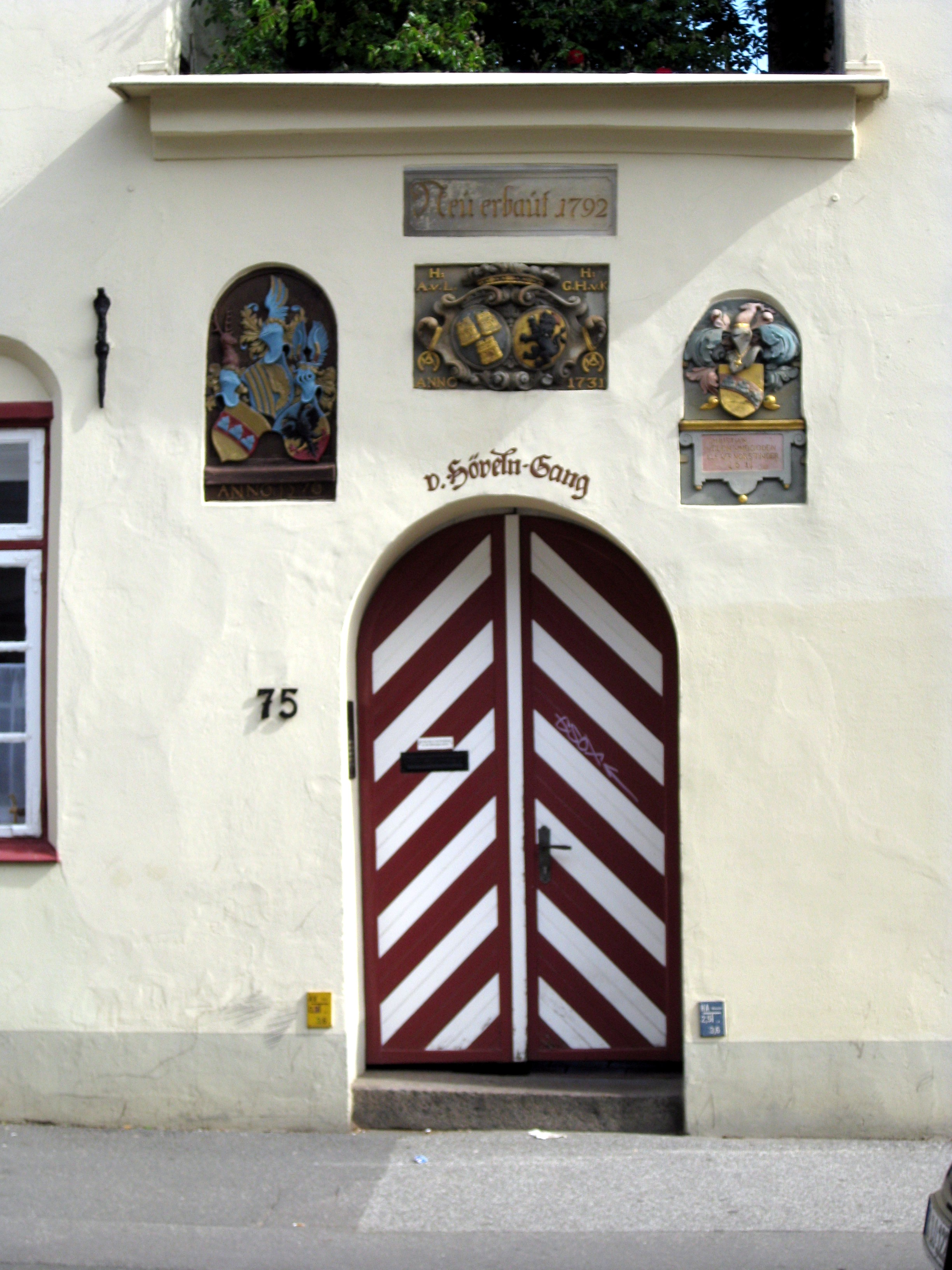
Eingangsportal zum Hoevelngang in der Wahmstraße

Nach der Familie sind zwei Lübecker Gänge und Höfe in der Hundestraße und der Wahmstraße der Altstadt benannt, die von Familienmitgliedern als Vorsteher bestehender Stiftungen verwaltet und mit Zustiftungen bedacht wurden.